# Distrito histórico del centro de Homestead
El Distrito histórico del centro de Homestead (en inglés: Homestead Historic Downtown District) es un distrito histórico ubicado en Homestead, Florida. El Distrito histórico del centro de Homestead se encuentra inscrito como un Distrito Histórico en el Registro Nacional de Lugares Históricos desde el 19 de noviembre de 2007.  

## Ubicación
El Distrito histórico del centro de Homestead se encuentra dentro del condado de Miami-Dade en las coordenadas 25°28′06″N 80°28′46″O / 25.468428, -80.479389.